# Willem Pluygers (bibliothecaris)
Willem George Pluygers (Zwolle, 18 februari 1812 – Leiden, 30 april 1880) was een Nederlandse bibliothecaris, docent en hoogleraar in Leiden.
Willem Pluygers studeerde tussen 1827 en 1836 aan de Leidse universiteit letteren en theologie. In 1836 promoveerde hij op een proefschrift over Demades. Tussen 1838 en 1859 was Pluygers leraar klassieke talen aan het Stedelijk Gymnasium Leiden, waarvan hij vanaf 1846 ook conrector was. 
In 1859 werd Pluygers bibliothecaris van de Universiteitsbibliotheek Leiden. Met architect Jan Willem Schaap ondernam hij een reis door Europa, waar hij vooraanstaande bibliotheken als de British Library bekeek om ideeën op te doen voor de uitbouw van de Leidse bibliotheek. Van 1862 tot 1879 was Pluygers tevens hoogleraar Latijnse en Griekse oudheden in Leiden.

## Publicaties (selectie)
- Specimen academicum litterarium, continens diatriben de Demade. (Dissertatie Leiden), Hagae comitis, Hooff et Socios, 1836
- Specimen emendationum in Ciceronis Verrinae actionis secundae libros II et III. Lugduni Batavorum, 1855
- Oratio quam habuit Guilelmus Georgius Pluygers a.d. XIX Septembris a. 1862 cum in Academia Lugduno-Batava litterarum humaniorim et philosophae theoreticae professionem ordinariam solemni ritu auspicaretur. Lugduni Batavorum, 1862
- (als bewerker) Leerboek der Grieksche taal, hoofdzakelĳk van het Attische taaleigen, voor scholen. Amsterdam, 3e druk, 1868